# Neon Demon
Neon Demon (ang. The Neon Demon, 2016) – amerykańsko-francusko-belgijsko-duński film psychologiczny z elementami erotyki i horroru, w reżyserii Nicolasa Windinga Refna.
Gdy początkująca modelka Jesse przenosi się do Los Angeles, jej młodość i witalność zostają pożarte przez grupę fanatycznych kobiet mających obsesję na punkcie piękności.
Światowa premiera filmu mała miejsce 20 maja 2016 r., podczas 69. MFF w Cannes, w ramach którego obraz brał udział w konkursie głównym. Był to trzeci film tego reżysera, który startował w konkursie canneńskim.
Polska premiera filmu odbyła się 21 lipca 2016 roku w ramach 16. MFF Nowe Horyzonty we Wrocławiu. Do ogólnopolskiej dystrybucji kinowej film wszedł dzień później − 22 lipca 2016.

## Obsada
- Elle Fanning jako Jesse
- Karl Glusman jako Dean
- Jena Malone jako Ruby
- Bella Heathcote jako Gigi
- Abbey Lee jako Sarah
- Christina Hendricks jako Roberta Hoffman
- Keanu Reeves jako Hank
- Desmond Harrington jako Jack McCarther
- Alessandro Nivola jako Projektant
- Charles Baker jako Mikey
- Jamie Clayton jako Reżyser castingu

i inni

## Nagrody i nominacje
69. MFF w Cannes
- nagroda: najlepszy kompozytor – Cliff Martinez
- nominacja: Złota Palma – Nicolas Winding Refn
- nominacja: Queerowa Palma – Nicolas Winding Refn